# Sviluppo di software Android

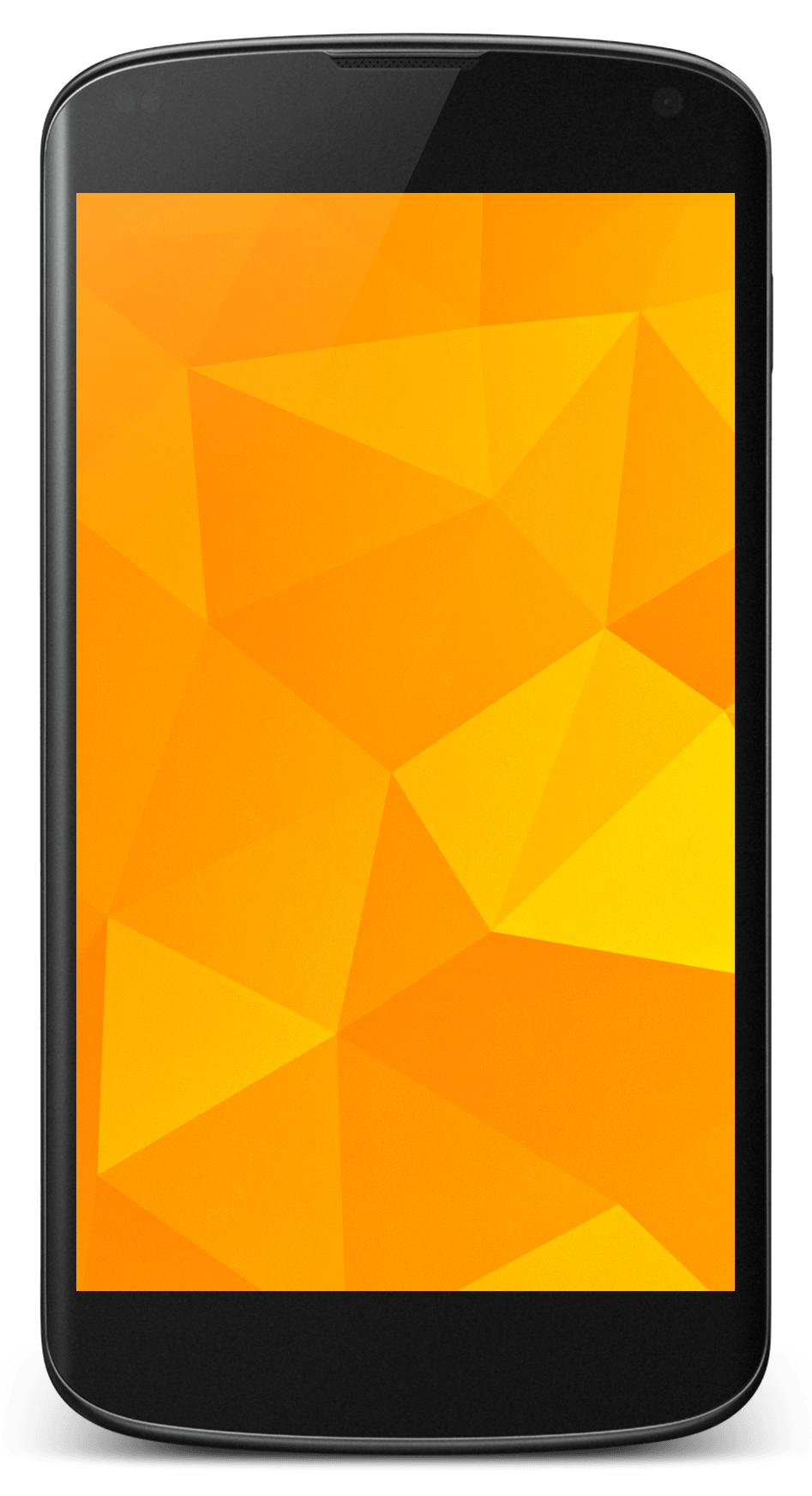
Il Nexus 4 fa parte della serie Google Nexus, una linea di dispositivi "developer-friendly".

Lo sviluppo di software Android è il processo mediante il quale vengono create nuove applicazioni per il sistema operativo Android. Le app sono in genere sviluppate in linguaggio Java utilizzando il kit di sviluppo software Android (SDK), nonostante siano disponibili altri ambienti di sviluppo.

## Strumenti di sviluppo ufficiali

### Android SDK
Il kit di sviluppo software Android (SDK) include una serie completa di strumenti di sviluppo. Tra questi sono presenti: un debugger, librerie, un emulatore portatile basato su QEMU, documentazione, codici esemplificativi e tutorial. Le piattaforme di sviluppo attualmente supportate sono i computer che eseguono Linux (qualsiasi moderna distribuzione Linux), macOS 10.5.8 o versioni successive e Windows XP o successivo. A partire da marzo 2015, l'SDK non è disponibile su Android in sé, ma lo sviluppo del software rimane possibile utilizzando applicazioni Android specializzate.
Fino alla fine del 2014 l'ambiente di sviluppo integrato ufficialmente supportato (IDE) è stato Eclipse utilizzando gli Android Development Tools (ADT) Plugin, anche se ad esempio gli ambienti IntelliJ IDEA e NetBeans supportano pienamente lo sviluppo di Android. A partire dal 2015 Android Studio, realizzato da Google e alimentato da IntelliJ, è l'IDE ufficiale di Android. Gli sviluppatori, inoltre, possono utilizzare qualsiasi editor di testo per modificare i file Java o XML e successivamente utilizzare un comando (Java Development Kit e Apache Ant sono indispensabili) per creare, implementare ed eseguire le applicazioni avendone il controllo sui dispositivi Android collegati (ad esempio innescando il riavvio del dispositivo, installando un pacchetto software da remoto, ecc).
I miglioramenti apportati all'SDK vanno di pari passo con lo sviluppo globale della piattaforma Android. L'SDK supporta anche le versioni precedenti di Android nel caso in cui gli sviluppatori desiderassero eseguire le loro applicazioni su dispositivi più vecchi. Gli strumenti di sviluppo sono componenti scaricabili, pertanto dopo aver scaricato l'ultima versione dell'ambiente e della piattaforma, quelle meno recenti possono essere scaricate facilmente per eseguire dei test di compatibilità.
Le applicazioni Android hanno estensione .apk e vengono memorizzate nella cartella /data/app del dispositivo (la cartella è accessibile solo dopo aver effettuato il rooting per motivi di sicurezza ). Il pacchetto APK contiene i file .dex(Dalvik executable), file di risorse, ecc.

#### Android Debug Bridge (ADB)
L'Android Debug Bridge (ADB) è un toolkit incluso nel pacchetto SDK di Android. Si compone di due parti: lato client e lato server che comunicano tra loro. L'ADB è generalmente accessibile attraverso l'interfaccia a linea di comando, anche se esistono numerose interfacce grafiche utente per controllare l'ADB.
Il formato per l'emissione dei comandi attraverso l'ADB è solitamente:
```
adb [-d|-e|-s <serialNumber>] <command>
```

Ad esempio, le applicazioni Android possono essere salvate dal comando backup come file, a cui viene assegnato backup.ab come nome di default.
In un problema di sicurezza emerso nel marzo 2011, l'ADB stato accusato di agire come vettore per l'installazione di rootkit sui telefoni collegati per sferrare un "attacco alle risorse".

#### Fastboot
Fastboot è un protocollo diagnostico incluso nel pacchetto SDK utilizzato principalmente per modificare il file system flash di un dispositivo tramite una connessione USB collegata ad un host. È necessario che il dispositivo venga avviato in modalità boot loader o in modalità di avvio secondario, in cui viene eseguita solo l'inizializzazione dei driver indispensabili. Dopo aver abilitato il protocollo sul dispositivo, questo accetterà uno specifico insieme di comandi inviati via USB tramite una riga di comando. Alcuni dei comandi Fastboot più comunemente usati sono:
- flash - riscrive una partizione usando un'immagine memorizzata nell'host
- erase - cancella una partizione specifica
- reboot - riavvia il dispositivo in modalità normale, caricando una partizione di recovery o avviando il boot loader
- devices - mostra una lista dei dispositivi (con relativo numero di serie) collegati all'host
- format - formatta una partizione specifica. Il filesystem deve essere riconosciuto dal dispositivo

### Android NDK
Le librerie scritte in C e C++ possono essere compilate su supporti ARM, MIPS o x86 ed implementate utilizzando l'Android Native Development Kit (NDK). Le classi possono essere chiamate tramite comandi Java (che può essere implementato sulla Dalvik VM) usando il comando System.loadLibrary, il quale rappresenta una parte delle classi standard di Android Java.
Applicazioni complete possono essere create, compilate ed installate utilizzando gli strumenti di sviluppo tradizionali. Tuttavia, in base alla documentazione Android, NDK non dovrebbe essere utilizzato esclusivamente per lo sviluppo solo perché lo sviluppatore preferisce programmare in C o C ++, infatti l'uso di NDK aumenta la complessità della programmazione e la maggior parte delle applicazioni non trarrebbero beneficio dal suo assiduo utilizzo.
Il debugger ADB fornisce una shell root tramite l'emulatore Android che permette al codice scritto sui supporti ARM, MIPS o x86 di essere caricato ed eseguito. Il codice può essere compilato con GCC o con il compilatore Intel C++ su un PC standard. L'esecuzione di codice nativo è complicato dal fatto che Android fa uso di una libreria C non standard (libc, nota come Bionic). La libreria grafica che Android utilizza per controllare l'accesso a questo dispositivo si chiama Skia Graphics Library (SGL) ed è stata rilasciata sotto una licenza open source. Skia dispone di front-end e back-end sia per Win32 sia per Unix, consentendo lo sviluppo di applicazioni multipiattaforma, ed è il motore grafico alla base del browser web Google Chrome.
A differenza dello sviluppo in Java, basato su un IDE come Eclipse, l'NDK si basa su strumenti da riga di comando e necessita che questi vengano richiamati manualmente per costruire, implementare ed eseguire le applicazioni. Alcuni strumenti consentono di integrare l'NDK in Eclipse e in Visual Studio.

### Android Open Accessory Development Kit
La piattaforma Android 3.1 (anche dopo aver effettuato un backport ad Android 2.3.4) introduce il supporto Android Open Accessory, che consente ad un hardware USB esterno (un accessorio USB Android) di interagire con un dispositivo Android in una speciale "modalità accessorio". Quando un dispositivo Android è in modalità accessorio, il supporto collegato si comporta da host USB mentre il dispositivo Android agisce come dispositivo USB. Gli accessori USB Android sono specificamente progettati per collegarsi ai dispositivi Android e per aderire ad un semplice protocollo (Android accessory protocol) che consente loro di rilevare i dispositivi Android che supportano la modalità accessorio.

### Supporto Native Go
Dalla versione 1.4 del linguaggio di programmazione Go, la scrittura di applicazioni per Android è supportata senza la necessità di alcun codice Java, benché presenti un ristretto insieme di API.

## Strumenti di sviluppo non ufficiali

### App Inventor
Il 12 luglio 2010 Google ha annunciato la disponibilità di App Inventor, un ambiente di sviluppo online per i programmatori alle prime armi, basato sulla Libreria a Blocchi di Java del MIT e che fornisce l'accesso al GPS del dispositivo, ai dati dell'accelerometro, alle funzioni del telefono, ai messaggi di testo, ai contatti, alla memoria e ai servizi Web, inizialmente compresi Amazon e Twitter. "Abbiamo potuto fare tutto questo perché l'architettura di Android è molto aperta", ha detto il direttore del progetto del MIT Hal Abelson. In fase di sviluppo per oltre un anno, lo strumento di editing a blocchi è stato insegnato al corso di informatica ad Harvard, al MIT, a Wellesley, al Trinity college (Hartford) e all'Università di San Francisco, dove il professor David Wolber sviluppò un corso introduttivo di informatica e un libro-tutorial basati su App Inventor destinati agli studenti non frequentanti i corsi di informatica.
Nella seconda metà del 2011 Google ha rilasciato il codice sorgente, terminato il suo servizio Web e ha fornito finanziamenti per la creazione del MIT Center for Mobile Learning, guidato dal creatore dell'App Inventor Hal Abelson e dai suoi colleghi del MIT Eric Klopfer e Mitchel Resnick. L'ultima versione distribuita come il risultato della collaborazione fra Google e il MIT è stata rilasciata nel febbraio 2012, mentre la prima versione creata esclusivamente dal MIT è stata lanciata nel marzo 2012 ed è stata aggiornata ad App Inventor 2 nel dicembre 2013. Come dal 2014, App Inventor è ora gestito interamente dal MIT.

### Basic4android
Basic4android è un prodotto commerciale simile a Simple. È ispirato a Visual Basic 6 e Visual Studio, entrambi della Microsoft. Esso rende la programmazione Android molto più semplice per i programmatori abituati a Visual Basic che trovano difficoltà nel linguaggio Java. Basic4android è molto attiva e vi è un'ampia comunità online di sviluppatori.

### Corona SDK
Corona SDK è un kit di sviluppo software (SD) creato da Walter Luh, fondatore di Corona Labs Inc.. Corona SDK permette ai programmatori di creare applicazioni grafiche, per dispositivi iOS e Android, utilizzando il suo linguaggio integrato Lua, che viene sovrapposto al C++ e all'OpenGL. L'SDK utilizza un modello di acquisto basato su abbonamento, senza richiedere alcuna royalty per le app sviluppate, ma imponendo requisiti di branding.

### Delphi
Delphi può essere utilizzato per creare applicazioni utilizzando il linguaggio Object Pascal. L'ultima versione è Delphi 10 Seattle, sviluppato da Embarcadero. Le interfacce utente sono sviluppate utilizzando il framework GUI FireMonkey. Inoltre è disponibile un numero crescente di componenti non visivi per l'interazione con i vari sensori (e.g. fotocamera, giroscopio, GPS, Bluetooth, ecc). Altri servizi, ad esempio l'accesso a determinati eventi di tastiera, sono resi disponibili in maniera indipendente dalla piattaforma. Il compilatore è basata sull'architettura LLVM ed è possibile il debug tramite l'IDE. Le applicazioni generate sono basate sull'NDK ma, a differenza di Xamarin, il runtime viene compilato all'interno dell'applicazione stessa.

### HyperNext Android Creator
HyperNext Android Creator (HAC) è un sistema di sviluppo software rivolto a programmatori principianti che può aiutarli a creare le proprie applicazioni Android senza conoscere Java e l'SDK di Android. Si basa su HyperCard, che considera il software come una pila di carte con una sola carta visibile alla volta, risultando quindi adatto per applicazioni di telefonia mobile che presentano solo una finestra visibile alla volta. Il linguaggio di programmazione principale di HAC è chiamato HyperNext ed è vagamente basato sul linguaggio HyperTalk di Hypercard. Esso supporta un numero crescente di sottoinsiemi dell'SDK Android, comprese le sue versioni dei tipi di controllo GUI, e viene eseguito automaticamente in background.

### Kivy
Kivy è una libreria open source di Python per lo sviluppo di applicazioni multi-touch con un'interfaccia utente naturale (NUI) supportate da una vasta gamma di dispositivi. Kivy offre la possibilità di mantenere una singola applicazione per numerosi sistemi operativi ("code once, run everywhere"). Kivy dispone di uno strumento apposito per la distribuzione di applicazioni mobili chiamato Buildozer, disponibile solo per Linux. Buildozer è attualmente il software alpha, ma è molto meno ingombrante rispetto ai vecchi metodi di distribuzione Kivy. Le applicazioni programmate con Kivy possono essere eseguite su qualsiasi dispositivo Android.

### Lazarus
Lazarus può essere utilizzato per sviluppare applicazioni Android utilizzando Object Pascal (e altri linguaggi Pascal), basato sul compilatore Free Pascal a partire dalla versione 2.7.1.

### Processing
L'ambiente processing, che utilizza anche il linguaggio Java, supporta una modalità Android dalla versione 1.5; l'integrazione con la fotocamera e con i sensori del dispositivo è possibile utilizzando la libreria Ketai.

### Qt for Android
Qt permette alle app Qt 5 di funzionare sui dispositivi dotati di Android 2.3.3 (livello di API 10) o successivi. Qt è un framework multipiattaforma che può essere supportato da Android, Linux, iOS, OS Sailfish e Windows. Lo sviluppo di applicazioni Qt è eseguito in C++ e QML che richiede sia l'NDK sia l'SDK.

### RubyMotion
RubyMotion è un toolchain usato per scrivere applicazioni native mobili in Ruby. A partire dalla versione 3.0, RubyMotion supporta Android. Le applicazioni RubyMotion possono attingere dall'intero set di API di Java, possono utilizzare librerie di parti terze e sono compilate staticamente in codice macchina.

### SDL
La libreria SDL offre una possibilità di sviluppo accanto a Java, permettendo lo sviluppo in C e rendendo semplice la portabilità fra l'SDL esistente e le applicazioni native in C. Con l'uso di una piccola shim Java e del JNI l'utilizzo del codice nativo SDL è possibile, permettendo lo sviluppo di videogiochi come Jagged Alliance 2.

### Visual Studio 2015
Visual Studio 2015 supporta lo sviluppo multipiattaforma, permettendo agli sviluppatori in C++ di creare progetti da modelli o di creare ad alte prestazioni librerie condivise da includere in altri sistemi. Le sue caratteristiche includono IntelliSense, i punti di interruzione, l'implementazione sul dispositivo e l'emulazione.

### Xamarin
Con un codice base in C# condiviso, gli sviluppatori possono utilizzare Xamarin per scrivere app native per iOS, Android e Windows con interfacce utente e per condividere il codice su più piattaforme. Da maggio 2015, oltre 1 milione di sviluppatori in oltre 120 Paesi di tutto il mondo utilizzano i prodotti di Xamarin.

## Sviluppo hardware esterno
Fra gli strumenti di sviluppo destinati ad aiutare un dispositivo Android ad interagire con dispositivi esterni possono essere citati: IOIO, Android Open Accessory Development Kit, Microbridge, Triggertrap, ecc.

## Android Developer Challenge
L'Android Developer Challenge è stato un concorso per premiare l'applicazione più innovativa per Android. Google ha offerto premi per un totale di 10 milioni di dollari, distribuiti in due round: ADC I e ADC II. ADC I ha accettato presentazioni dal 2 gennaio al 14 aprile 2008. Le 50 proposte più promettenti, annunciate il 12 maggio 2008, hanno ricevuto un premio di $ 25.000 a testa per continuarne lo sviluppo. L'ADC I è terminato all'inizio di settembre con l'annuncio di 20 squadre: dieci hanno ricevuto 275.000 $ ciascuno mentre le restanti 100.000 $ ciascuno.
L'ADC II è stato annunciato il 27 maggio 2009 ed il primo round si chiuse il 6 ottobre 2009. Il primo turno dei vincitori, che include le prime 200 applicazioni, è stato annunciato il 5 novembre 2009, mentre il voto per il secondo turno fu aperto lo stesso giorno e si concluse il 25 novembre. Google annunciò i vincitori di ADC II il 30 novembre: SweetDreams, What the Doodle!? e WaveSecure furono nominati vincitori assoluti della sfida.

## Firmware della comunità
Esiste una comunità di appassionati che costruiscono e condividono firmware open-source basati su Android che presentano una serie di personalizzazioni e funzioni aggiuntive, ad esempio il supporto audio FLAC e la possibilità di memorizzare le applicazioni scaricate sulla scheda MicroSD. Solitamente questa procedura richiede lo sblocco del boot loader e il rooting del dispositivo che consente l'accesso degli utenti al sistema operativo ed averne quindi il pieno controllo. Nonostante presenti alcuni svantaggi, il rooting permette di installare firmware personalizzati (ad esempio CyanogenMod e OMFGB), i quali permettono ai proprietari di dispositivi più datati di utilizzare le app disponibili solo sulle versioni più recenti.
Il 24 settembre 2009 Google ha pubblicato una lettera di diffida nei confronti dei modder di Cyanogen, citando problemi con la ri-distribuzione delle applicazioni closed source di Google all'interno dei firmware personalizzati. Nonostante la maggior parte del sistema operativo Android sia open source, i telefoni vengono confezionati in modalità closed source per favorire l'operabilità di applicazioni come Google Play e la navigazione GPS. Google ha affermato che queste applicazioni possono essere fornite solo attraverso i canali di distribuzione approvati ed ufficiali. Cyanogen ha rispettato la volontà di Google e sta continuando a distribuire i suoi mod senza l'uso del software proprietario.

## Standard Java
Gli ostacoli nello sviluppo includono il fatto che Android non usa gli standard Java stabiliti, cioè Java SE e Java ME. Ciò impedisce la compatibilità tra le applicazioni Java scritte per quelle piattaforme e quelle scritte per la piattaforma Android. Quest'ultimo utilizza solo la sintassi e la semantica del linguaggio Java, ma non fornisce le librerie e le API in bundle con Java SE o ME. Tuttavia, sul mercato ci sono numerosi strumenti, prodotti da aziende come Myriad Group e UpOnTek, che forniscono servizi di conversione da Java SE ad Android.

## Storia e impatto sul mercato

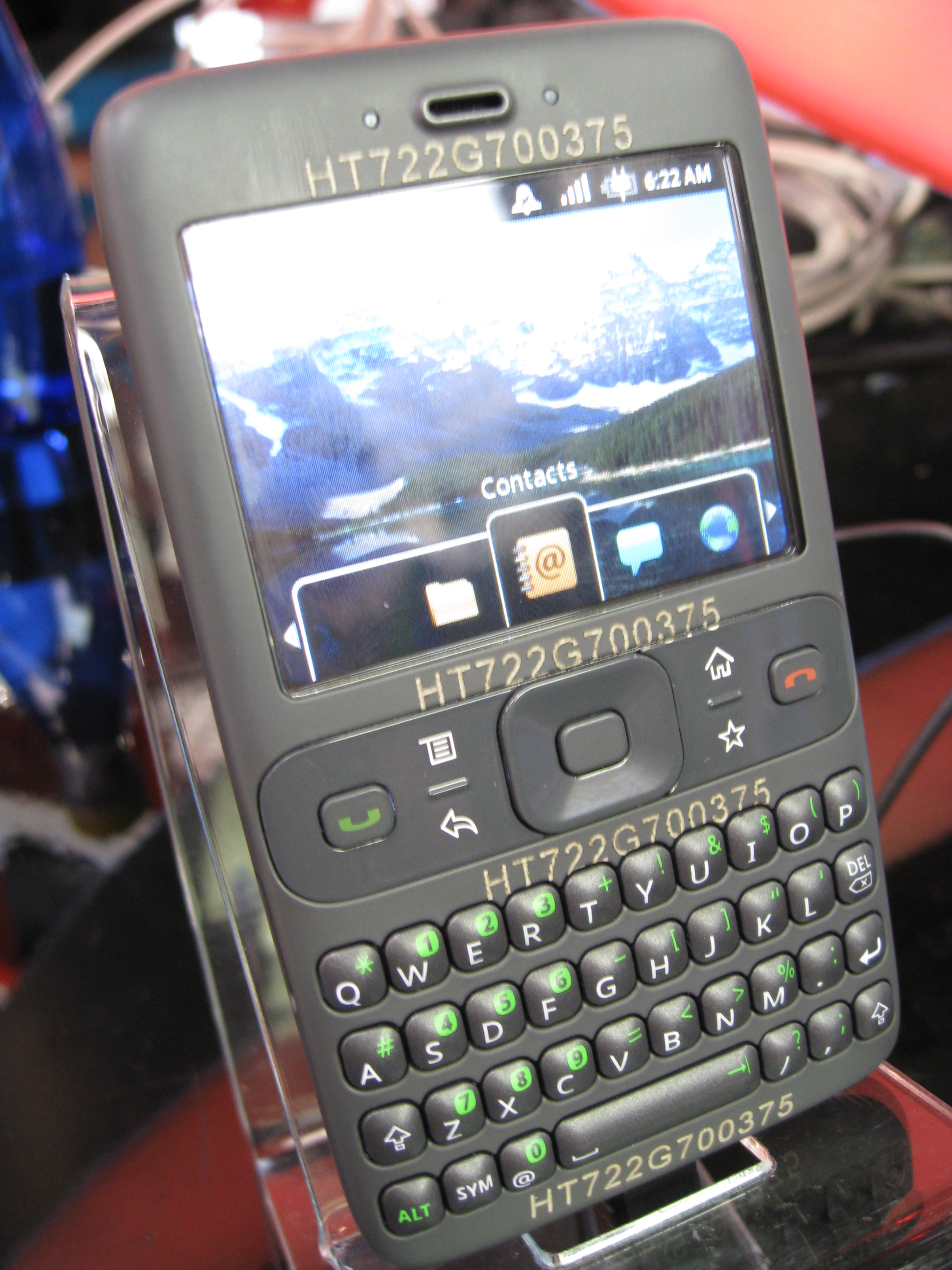
Il prototipo Sooner, predecessore del Dev Phone.

Android è stato creato dalla Open Handset Alliance, guidata da Google. Il genere di feedback ricevuto nella fase iniziale dello sviluppo di app è stato vario. I problemi citati includono bug, mancanza di documentazione, infrastrutture QA inadeguate e nessun sistema di gestione pubblico dei problemi. (Google ha annunciato un rilevatore di bug il 18 gennaio 2008.) Nel dicembre 2007 Adam MacBeth, fondatore della startup MergeLab, dichiarò in merito alla piattaforma che "Le funzionalità non sono presenti, è scarsamente documentata o semplicemente non funziona...Non è chiaramente pronta per il grande pubblico". Tuttavia le applicazioni Android cominciarono ad apparire e la piattaforma venne annunciata una settimana più tardi. La prima app disponibile al pubblico fu il videogioco Snake. L'Android Dev Phone è un dispositivo dotato di SIM e hardware sbloccati che è stato progettato per l'uso da parte degli sviluppatori più esperti. Mentre la maggior parte degli sviluppatori possono utilizzare i comuni dispositivi per testare ed utilizzare le loro applicazioni, alcuni sviluppatori possono scegliere di non utilizzare un dispositivo comunemente in vendita, preferendone uno sbloccato o privo di contratto.
Una versione di anteprima dell'SDK è stata rilasciata il 12 novembre 2007. Il 15 luglio 2008, il team responsabile dell'Android Developer Challenge inviò accidentalmente una e-mail a tutti i partecipanti annunciando che una nuova versione del SDK sarebbe stata disponibile in un'area download "privata". L'e-mail, infatti, era destinata esclusivamente ai vincitori del primo turno dell'Android Developer Challenge. La rivelazione che Google stava fornendo nuove versioni SDK solo per alcuni sviluppatori (mantenendo questo accordo privato) comportò numerose critiche nei confronti della società statunitense da parte della comunità.
Il 18 agosto 2008 fu rilasciato l'Android SDK 0.9 beta, che presentò una libreria API aggiornata ed estesa, miglioramento degli strumenti di sviluppo e un design aggiornato per la schermata Home. Istruzioni dettagliate per l'aggiornamento furono messe a disposizione di coloro che già stavano lavorando con una versione precedente. Il 23 settembre 2008 fu rilasciato l'SDK 1.0 (Release 1). che, secondo le note di rilascio, includeva "principalmente correzioni di bug, anche se sono state aggiunte alcune caratteristiche minori". Sono state incluse anche diverse modifiche API rispetto alla versione 0.9.
A partire dal luglio 2013 sono state sviluppate più di un milione di applicazioni con oltre 25 miliardi di download. Una ricerca effettuata a giugno 2011 ha indicato che oltre il 67% degli sviluppatori utilizzavano la piattaforma al momento della pubblicazione . Nel 2012, con circa 105 milioni di dispositivi venduti, Android rappresentava il 68% nel mercato della telefonia mobile.